# Curiosity (canción)
Curiosity es una canción de la cantante y compositora canadiense Carly Rae Jepsen, tomado de su primer EP, Curiosity (2012). Fue lanzado como el segundo sencillo del EP el 1 de mayo de 2012, a través 604 Records. Producido y coescrito por Ryan Stewart, Curiosity es una canción upbeat pop que dibuja influencias de dance y synthpop. Líricamente, la canción hace alusión a una chica que es mal tratada por un chico malo, y pide más de su amor. Ha recibido críticas en general positivas de los críticos contemporáneos, que lo consideran como algo similar a un solo precedente de Jepsen, Call Me Maybe. Después de su lanzamiento, la canción alcanzó el número 18 en el Canadian Hot 100.

## Vídeo Musical
Un vídeo para la canción fue filmado pero jamás fue lanzado. Tiempo después el vídeo fue filtrado.
El vídeo empieza con Jepsen en un auto mandándole un mensaje a su novio mientras llueve afuera, ella sale del auto, entra a la casa, y muchas puertas se abren mientras Jepsen canta la canción con un vestido rojo. Luego se ve a la cantante con su novio en una cama mientras ella sigue cantando la canción. Al terminar esa escena se puede ver a Jepsen abriendo una puerta donde ella se ve en su boda. Después se ven a la pareja en poca ropa mientras se deja ver una mujer rubia, quien es la amante del novio de Jepsen en el video. Luego se ven a ambos viendo en la televisión un ojo, esta se quiebra y se puede ver a la pareja abrazada en un espejo, este también se quiebra. Después se ve a Jepsen y su novio peleando bajo la lluvia sin saberse la razón, mientras se ve a Jepsen corriendo por un pasillo, cuando de un momento a otro ella abre una puerta y encuentra a su novio engañándola con la mujer rubia que hace un rato se pudo ver. Al final se ve a Jepsen subiendo a un taxi.

## Actuaciones en vivo
El 26 de marzo de 2012, Jepsen visitó Morning Show de WBBM-FM y realizó dos canciones de su EP, «Call Me Maybe» y «Curiosity».

## Tabla de rendimiento
Después de su lanzamiento, «Curiosity» alcanzó la posición de 18 en el Canadian Hot 100.
| Listas (2012)             | Posiciones |
| ------------------------- | ---------- |
| Canadá (Canadian Hot 100) | 18         |

## Historial de lanzamiento
| Región         | Fecha               | Formatos                  | Discográfica          |
| -------------- | ------------------- | ------------------------- | --------------------- |
| Canadá         | 1 de mayo de 2012   | Descarga digital          | 604                   |
| Mundial        | 1 de agosto de 2012 | Descarga digital          | Schoolboy, Interscope |
| Estados Unidos | 7 de agosto de 2012 | Mainstream / Top 40 Radio | Schoolboy, Interscope |